# 多根硬皮馬勃
多根硬皮馬勃（学名：Scleroderma polyrhizum），台灣地區也叫“福爾摩沙松露”，亦稱“地星”或“死人手”，是屬於牛肝菌目硬皮馬勃科硬皮馬勃屬下的菌種，分布於土壤與氣候適宜的亞洲、歐洲和美洲。这种真菌常出现於乾燥沙質土壤中，生長初期完全埋在土壤之中，直至撐破土壤長成為一個表面粗糙的星形子實體。其直徑約為12至15公分，成熟後表面開裂，裸露出中心暗褐色孢子團。

## 描述

### 宏觀特徵
多根硬皮馬勃子實體表皮破開之前呈圓形或扁平的不規則體，表面常有龜裂，成熟後包被以星形方式破裂打開呈4至8瓣並向下捲曲，裸露出中心孢子團。通常子實體一半以上埋在土壤中，底部扁平或條狀菌柄呈白色。

包被多厚而堅韌，厚度約0.3至1公分，表面粗糙龜裂，顏色從初期的白色逐漸轉為黃色、淺棕色。子實體開裂前寬度約4至15公分，開裂後可達12至30公分。幼菇的孢子團質地較硬呈淺灰色，孢子成熟後轉為暗褐色粉末狀。

### 微觀特徵
孢子為球狀，帶有網狀的尖刺結構，大小約6至11微米。

### 識別
多根硬皮馬勃子實體形似同屬的 Scleroderma texense，有人認為是異名，但 Gastón Guzmán 在1970年的研究表明這兩個種類並不相同，S. texense 子實體成熟後外皮較厚、保持覆蓋且顏色更黃更橘。橙黃硬皮馬勃外型亦與之相似。

## 分類
多根硬皮馬勃於1972年被 Johann Friedrich Gmelin 首次描述為Lycoperdon polyrhizum，於1801年 Christiaan Hendrik Persoon 在其作品《Synopsis methodica fungorum》中將其改為硬皮馬勃屬，為 Elias Fries 發表於 1829 年的作品 《Scleroderma geaster》中之異名，指出形似地星屬。1848 年，Joseph-Henri Léveillé 認為其成熟子實體的星形開口是一個明顯的特徵，提出其應為Sclerangium屬。
根據 Gastón Guzmán 於 1970 年提出的硬皮馬勃屬分類，多根硬皮馬勃屬於Sclerangium亞屬，囊括了部分網狀孢子結構之物種。
多根硬皮馬勃歷史上曾被稱為「多根土球」、「地星馬勃」、「地星土球」或「死人手」。

## 分佈
多根硬皮馬勃子實體多分散單獨生長於較堅硬的黏土、沙土、礫石、草地或土壤中，多發現於夏季末和秋季，冬季亦能發現顏色較黑的個體。於北美洲、墨西哥、非洲、亞洲、歐洲、南美洲和大洋洲均曾發現紀載。
多根硬皮馬勃被認為可能是腐生菌種，但實驗結果證明其亦是菌根菌種，孢子可與松樹幼苗形成外生菌根，菌根為具有超過50個分支的珊瑚狀結構，長約1至2毫米、直徑0.4至0.6毫米。
1985年出版的利比亞郵票曾印有多根硬皮馬勃。

## 用途
多根硬皮馬勃已知於傳統中藥中用於消腫止血。含有類固醇化合物棕梠酸以及油酸。

## 外部鏈接
- 多根硬皮馬勃在Index Fungorum中的資訊